# نورلات
نورلات (باللغتين التتارية والروسية: Нурлат) هي إحدى مدن جمهورية تتارستان في روسيا الاتحادية، مركز منطقة نورلات الواقعة في جنوب تتارستان على الحدود مع مقاطعة سمارا. وهي تقع على نهر كوندورتشا.

### السكان
وفق تعداد روسيا لعام 2020، كانت المدينة في 1 أكتوبر 2021 في المرتبة الـ455 من أصل 1120 مدينة في روسيا الاتحادية من حيث عدد السكان.

#### التكوين العرقي:
عام 1989: التتار — 40.7%، الروس — 37.5%، التشوفاش — 19.9%
عام 2002: التتار — 58.8%، الروس — 20.7%، التشوفاش — 19.0%
عام 2010: التتار — 59.1%، الروس — 24.0%، التشوفاش — 15.3%